# Damian Roszko
Damian Roszko (ur. 11 listopada 1991 w Warszawie) – polski biegacz średnio- i długodystansowy.

## Kariera
Zawodnik Podlasia Białystok. Dwukrotny wicemistrz Polski (2012 – bieg na 1500 metrów, 2017 – bieg na 5000 metrów) oraz brązowy medalista mistrzostw Polski w biegu na 5000 metrów (2014). Brązowy medalista halowych mistrzostw Polski w biegu na 1500 metrów (2012). Ponadto mistrz Polski do lat 23 w biegach: na 1500 metrów (2013) i 5000 metrów (2012 i 2013). Mistrz Polski juniorów w biegach na 1500 metrów i 3000 metrów (2010). Reprezentant Polski na mistrzostwach świata do lat 20 (2010) oraz na mistrzostwach Europy do lat 23 (2011, 2013).

## Wybrane rekordy życiowe
- 1500 metrów – 3:39,94 (2012), 5000 metrów – 13:56,52 (2017), 10000 metrów – 29:25,35 (2015).